# Ингейджмент
«Ингейджмент» (англ. Engagement — обязательство) — в период Английской революции, соглашение между шотландскими ковенантерами и королём Карлом I, заключенное 27 декабря 1647 г., согласно которому Шотландия обязалась выступить в поддержку короля против английского правительства Оливера Кромвеля. Подписание «Ингейджмента» послужило толчком для начала Второй гражданской войны в Англии.

## Предпосылки
В середине 1647 г. власть в Англии была захвачена армией и верхушкой «индепендентов» во главе с Оливером Кромвелем. Лидеры английского парламента, сторонники пресвитерианских преобразований, были исключены из его состава. Короля Карла I поместили под надзор военных на остров Уайт. Контакты с королём были объявлены государственной изменой, что фактически означало ликвидацию королевской власти в Англии.
Эти события вызвали резкий протест в Шотландии. Для шотландских ковенантеров, находящихся у власти в стране с 1639 г., распространение пресвитерианства на Англию всегда являлось одной из главных целей революционных преобразований. С 1643 г. парламенты обоих британских государств вели кропотливую работу по сближению доктринальной и обрядовой сторон англиканской и пресвитерианской церквей, и приход к власти «индепендентов» означал для шотландцев крах надежд на торжество «истинной» религии. Более того, готовящийся в Англии суд над королём и полное лишение Карла I властных полномочий также противоречили «Национальному ковенанту», который являлся религиозно-конституционной основой шотландской общественно-политической системы. На примере развития Английской революции, лидеры ковенантеров наконец осознали опасность, связанную с поощрением религиозного фанатизма и опоры на радикальное духовенство.
В результате большинство лидеров ковенантского движения в Шотландии приняло решение о сближении с королём и объединении сил роялистов и ковенантеров для борьбы с английскими «индепендентами».

## Карисбрукское соглашение
В декабре 1647 г. лидеры шотландских ковенантеров — графы Лаудон, Ланарк и Лодердейл, представляющие парламент Шотландии, прибыли на остров Уайт для секретных переговоров с королём. 27 декабря в Карисбруке было подписано «Обязательство короля и шотландцев» («Ингейджмент»). В соответствии с этим документом Шотландия обязалась оказать Карлу I военную поддержку в свержении правления «индепендентов» и восстановлении власти короля и английского парламента. Взамен Карл I гарантировал утверждение в Англии пресвитерианства, по крайней мере на пробный период в три года, а также предоставление определённых экономических и политических привилегий шотландцам в Англии.
«Ингейджмент» был достаточно реалистичным компромиссом между королём и ковенантерами и предвосхитил окончательное решение пресвитерианской проблемы, достигнутое уже в 1690 г., после Славной революции: пресвитерианство официально утверждается государственной религией Шотландией, а шотландцы признают, что Англия имеет право на выбор собственного церковного устройства.

## Утверждение
Подписание «Ингейджмента» вызвало резкий раскол в шотландском обществе. Хотя в апреле 1648 г. парламент страны утвердил Карисбрукское соглашение, это утверждение прошло с большим трудом: 10 аристократов, почти половина лэрдов и больше половины представителей городов в парламенте голосовали против компромисса с королём. Более того, генеральная ассамблея шотландской церкви и практически всё пресвитерианское духовенство страны осудили «Ингейджмент». Наиболее сильное недовольство вызывал тот факт, что король так и не принял «Национальный ковенант» и не утвердил радикальных требований ковенантеров.
В результате в Шотландии началась борьба между «ингейджерам» и радикальными пресвитерианами. Поскольку в правительстве большинство принадлежало к умеренным ковенантерам, было объявлено о наборе армии для защиты короля и отзыве шотландского корпуса из Ирландии. Это послужило толчком ко Второй гражданской войне в Англии: в Уэльсе, Кенте, Эссексе, Суррее и Северной Англии английские роялисты подняли восстания против правления «индепендентов».

## Крах «Ингейджмента»
Несмотря на то, что шотландскому правительству удалось набрать достаточно значительную армию (около 20 тысяч человек), отсутствие в обществе согласия в отношении «Ингейджмента» сильно ослабило военные силы Шотландии. Пресвитерианское духовенство вело широкомасштабную пропаганду среди солдат против войны на стороне короля, ведущие шотландские полководцы граф Ливен и Дэвид Лесли отказались от участия в экспедиции. Армия была плохо обучена и практически не имела артиллерии. Роялистские восстания в Англии тем временем были быстро подавлены Кромвелем.
В июле 1648 г. шотландская армия под командованием герцога Гамильтона вступила на территорию Англии и начала наступление на юг. Но в битве при Престоне 19 августа шотландцы были наголову разгромлены войсками Кромвеля и капитулировали. Это означало поражение сторонников короля и позволило «индепендентам» перейти в наступление: вскоре был разогнан английский парламент, а в начале 1649 г. по приговору суда были казнены король Карл I и герцог Гамильтон. В Англии установилась республика.
Поражение при Престоне послужило также толчком к государственному перевороту в Шотландии. В Кайле вспыхнуло восстание пресвитерианских экстремистов-«виггаморов» (от них позднее получит название либеральная партия Великобритании — виги), во главе которых встал маркиз Аргайл. Плохо одетые, почти невооруженные толпы «виггаморов» направились в Эдинбург и свергли правительство «ингейджеров». В стране установилась власть радикальных пресвитериан.